# Арментарий из Павии
Арментарий (VIII век, Лангобардское королевство — 732, Павия) — святой епископ Павии в 711—732 годах. День памяти — 30 января.
Святой Арментарий (Armentarius) был епископом в Павии (Западная Римская империя. Во время его епископства епархия Павии перешла под окормление Римской церкви.